# Pascal Delannoy

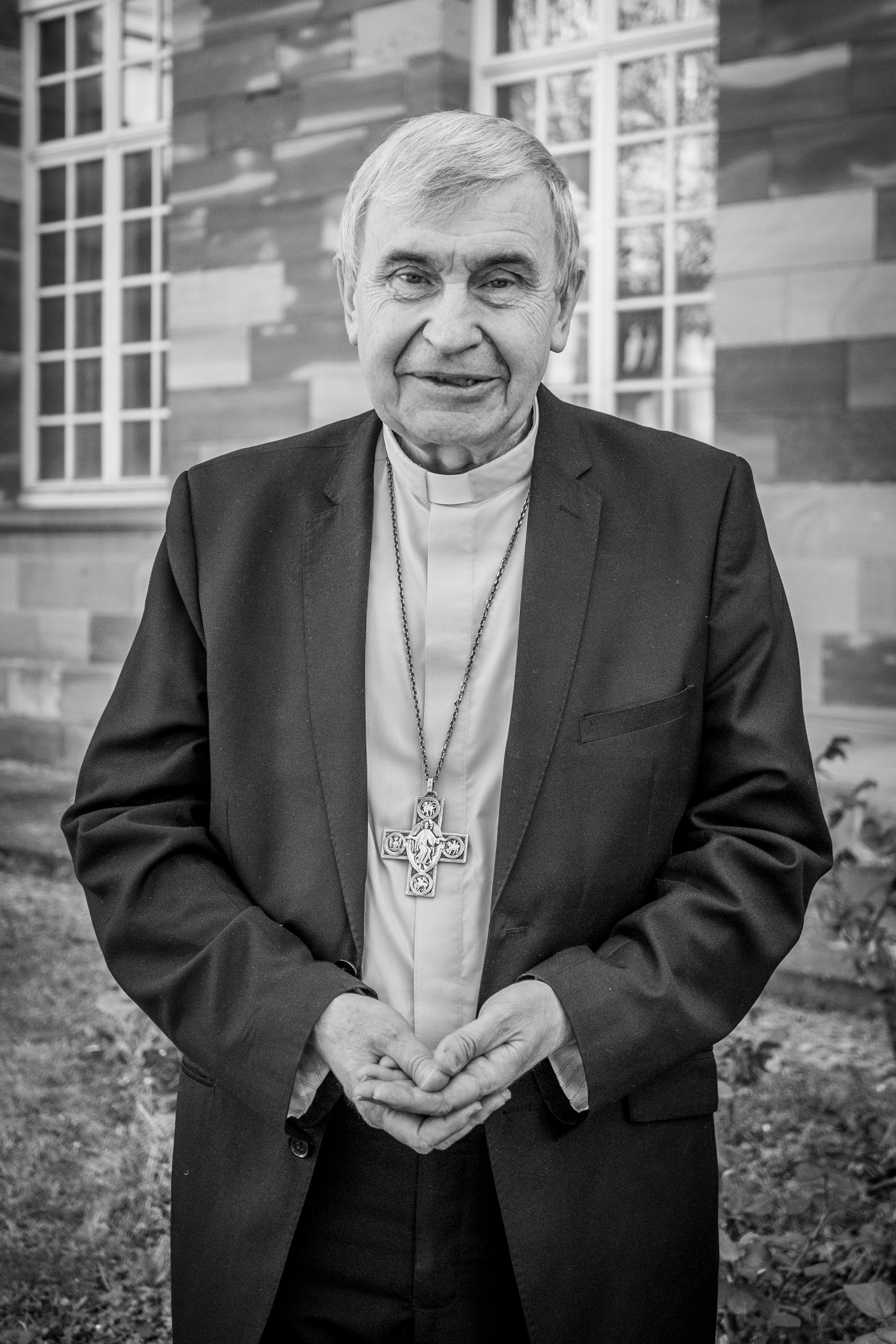
Pascal Delannoy (2024)

Wappen von Pascal Delannoy

Pascal Michel Ghislain Delannoy (* 2. April 1957 in Comines, Belgien) ist ein französischer Geistlicher und römisch-katholischer Erzbischof von Straßburg.

## Leben
Pascal Delannoy studierte Wirtschaftswissenschaften an der Fédération Universitaire et Pluridisciplinaire de Lille (FUPL) und erwarb einen Master in Wirtschaftswissenschaften und ein Diplom in Wirtschaftsprüfung (Diplôme d’études supérieures d’expertise comptable). Er arbeitete vier Jahre lang in einer Wirtschaftsprüfungsgesellschaft, bevor er in das Priesterseminar in Lille eintrat.
Er empfing am 4. Juni 1989 die Priesterweihe für die Diözese Lille und übte zunächst zwei Jahre lang einen Gemeindedienst in Roubaix aus, bevor er von 1991 bis 1999 Diözesanverantwortlicher für die Pastoral in unabhängigen Milieus wurde. Ab 1997 vereinte er diese Verantwortung mit der des Dekans von Roubaix-centre und Bailleul. Im Jahr 1999 wurde er zum Bischofsvikar für Französisch-Flandern und 2003 zum Dekan von Houtland ernannt. 
Papst Johannes Paul II. ernannte ihn am 30. Juni 2004 zum Titularbischof von Usinaza und Weihbischof in Lille. Der Erzbischof ad personam von Lille, Gérard Defois, spendete ihm am 12. September desselben Jahres die Bischofsweihe; Mitkonsekratoren waren François Garnier, Erzbischof von Cambrai, und Jean-Paul Jaeger, Bischof von Arras. Sein Wahlspruch lautete Avec humilité et confiance (‚Mit Demut und Zuversicht‘).
Papst Benedikt XVI. ernannte ihn am 10. März 2009 zum Bischof von Saint-Denis. In der Französischen Bischofskonferenz  war er bis 2013 Vorsitzender der Finanzkommission und des Rates für wirtschaftliche, soziale und rechtliche Angelegenheiten. Von 2013 bis 2019 war er Vizepräsident der Französischen Bischofskonferenz. Im Jahr 2019 führt er den Vorsitz des Rates für Solidarität.
Nach einer Mitteilung des vatikanischen Presseamts vom 28. Februar 2024 ernannte Papst Franziskus Delannoy zum Erzbischof von Straßburg. Er wird damit Nachfolger des im Frühjahr 2023 zurückgetretenen Luc Ravel. Da im Elsass noch immer das Konkordat von 1801 gilt, war auch die Zustimmung des französischen Staatspräsidenten notwendig; Emmanuel Macron hatte diese bereits am 7. Februar 2024 per Dekret erteilt. Die Messe zur Amtseinführung Delannoys fand am 21. April 2024 im Straßburger Münster statt.

## Ehrungen und Auszeichnungen
- Ritter der Ehrenlegion (2019)

## Schriften
- Saint-Denis dans l’éternité des rois et reines de france, PDV Nuee Bleue 2015, ISBN 978-2809912845